# Ołeksandr Żdanow
Ołeksandr Mykołajowycz Żdanow, ukr. Олександр Миколайович Жданов (ur. 27 maja 1984 roku w Charkowie) – ukraiński piłkarz, grający na pozycji obrońcy, a wcześniej pomocnika.

## Kariera piłkarska

### Kariera klubowa
Wychowanek Metalista Charków, barwy którego bronił w juniorskich mistrzostwach Ukrainy (DJuFL). W 2003 rozpoczął karierę piłkarską w miejscowym klubie Hazowyk-ChHW Charków. W 2006 przeszedł do FK Lwów, a w następnym sezonie 2007/08 został wypożyczony do zespołu Kniaża Szczasływe. Potem powrócił do lwowskiego klubu, w składzie którego 20 lipca 2008 debiutował w Premier-lidze w meczu z Szachtarem Donieck. Po tym jak FK Lwów spadł do niższej ligi, latem 2009 przeniósł się do Krywbasa Krzywy Róg. W lipcu 2012 opuścił Krywbas. Latem 2012 został piłkarzem FK Połtawa. W marcu 2014 podpisał kontrakt z beniaminkiem białoruskiej Wyszejszej lihi klubem FK Słuck.